# Šelonj
Šelon (rus. Шелонь) je rijeka u sjeverozapadnom dijelu europske Rusije, u Dedovičkom, Porkhovskom i Dnovskom rajonu Pskovske oblasti te Soleckom i Šimskom rajonu Novgorodske oblasti. Šelon je jedna od glavnih pritoka Iljmenskog jezera. Duga je 248 km, s površinom porječja od 9710 km2. Gradovi Porhov i Soltsy, kao i naselja gradskog tipa Dedoviči i Šimsk, nalaze se na obalama Šelona. Glavni pritoci Šelona su Sudoma (lijevi), Belka (desni), Polonka (desni), Uza (lijevi), Udoha (lijevi), Sitnja (lijevi) i Mšaga (lijevi).
Veći gradovi na njemu su Porhov i Solci. Šelon je plovan nizvodno od grada Soltsy, međutim, nema putničke plovidbe.

## Tok rijeke
Šelon izvire u močvarama na istoku Pskovske oblasti, blizu granice s Novgorodskom oblašću. Teče prema sjeveroistoku, zatim se okreće i teče prema zapadu. Oko naselja gradskog tipa Dedovichi, Šelon skreće prema sjeverozapadu. Dalje ulazi u Porhovski rajon, a iza Porhova skreće na sjever, a zatim na sjeveroistok. Šelon prelazi kratki dio Dnovskog rajona i vraća se u Porhovski rajon, a zatim prelazi u Novgorodsku oblast. U Novgorodskoj oblasti, Šelon teče sjeveroistočno i ušće mu je kod gradskog naselja Šimsk, tvoreći estuarij.
Porječje rijeke Šelon obuhvaća prostrana područja Iljmenske depresije koja se administrativno nalaze u Soletskom, Šimskom i Volotovskom rajonu Novgorodske oblasti, te u Porhovskom, Dnovskom, Dedovičkom i Bežanitskom rajonu Pskovske oblasti.

## Povijest
Bitka kod Šelona 14. srpnja 1471. između Moskovske i Novgorodske Republike dogodila se između grada Soltsija i ušća Šelona. Završila je pobjedom moskovske vojske koju je predvodio knez Holmski, nakon čega je Moskovska kneževina 1478. godine anektirala Novgorodsku Republiku.

## Vanjske poveznice
|  | Zajednički poslužitelj ima još gradiva o temi Šelonj |